# Индивидуальные и групповые права
Групповые права, также известные как коллективные права, — это права, которыми владеет группа как группа, а не отдельные ее члены; напротив, индивидуальные права — это права, которыми обладают отдельные люди; даже если они разделены на группы, а это большинство прав, они остаются индивидуальными правами, если правообладателями являются сами индивиды. Исторически групповые права использовались как для ущемления, так и для облегчения индивидуальных прав, и эта концепция остается спорной.

## Права организационной группы
Помимо прав групп, основанных на неизменных характеристиках их индивидуальных членов, другие групповые права обслуживают лиц организаций, включая национальные государства, профсоюзы, корпорации, торговые ассоциации, торговые палаты, определенные этнические группы, политические партии. Такие организации наделяются правами, которые соответствуют их конкретно определенным функциям и их способности выступать от имени своих членов, то есть способность корпорации выступать перед правительством от имени всех отдельных клиентов или работников или способность профсоюза вести переговоры о льготах с работодателями от имени всех работников компании.

## Философии
В политических взглядах классических либералов и некоторых правых либертарианцев роль правительства заключается исключительно в выявлении, защите и обеспечении соблюдения естественных прав личности, одновременно пытаясь обеспечить справедливые средства правовой защиты от нарушений. Либеральные правительства, уважающие права личности, часто предусматривают системные меры контроля, защищающие права личности, такие как система надлежащей правовой процедуры в уголовном правосудии. Без определенных коллективных прав, например, кардинальный принцип международного права, закрепленный в главе I статьи I Устава Организации Объединенных Наций, обеспечивает право на «самоопределение народов». Без этого группового права у людей нет средств или полномочий отстаивать индивидуальные права, которые позволяет установить самоопределение. Если люди не могут определить свое коллективное будущее, они определенно не в состоянии отстаивать или обеспечивать свои индивидуальные права, будущее и свободы. В отличие от индивидуально-коллективной дихотомии, предложенной Петерсоном и современниками, критики предполагают, что оба они обязательно связаны и переплетаются, отвергая утверждение, что они существуют во взаимоисключающих отношениях.
Айн Рэнд, разработчик философии объективизма, утверждала, что группа как таковая не имеет прав. Она утверждала, что только человек может обладать правами, и поэтому выражение «индивидуальные права» является избыточным, в то время как выражение «коллективные права» противоречит терминам. С этой точки зрения человек не может ни приобрести новые права, присоединившись к группе, ни потерять те права, которыми он действительно обладает. Человек может быть в группе без нужды или в групповом меньшинстве, без прав. Согласно этой философии, права личности не подлежат общественному голосованию, большинство не имеет права лишать права меньшинство, политическая функция прав заключается именно в защите меньшинства от воли большинства, а самым незначительным меньшинством на земле является человек. Рэнд предлагает несколько уникальных взглядов на права, считая, что 1. онтологически права не являются ни атрибутами, ни условностями, а принципами морали, поэтому имеют такой же эпистемический статус, что и любой другой моральный принцип; 2. права «определяют и санкционируют свободу действий человека»; 3. как защитники свободы действий права не означают «права» на получение каких-либо товаров или услуг; 4. «Права человека могут быть нарушены только путем применения физической силы. Только с помощью физической силы один человек может лишить другого жизни, или поработить его, или ограбить его, или помешать ему преследовать свои собственные цели, или заставить его действовать вопреки его собственным рациональным суждениям.» и 5. права проистекают из потребностей разума: для организма, который выживает с помощью разума, свобода является требованием выживания: инициированная сила отрицает или парализует мыслящий разум. Общий аргумент Рэнд состоит в том, что права защищают свободу, чтобы защитить разум. «Сила и разум — противоположности».
Адам Смит в 1776 году в своей книге «Исследование о природе и причинах богатства народов» описывает право каждого последующего поколения как группы, коллективно, на Землю и все, чем обладает Земля. В Декларации независимости говорится о нескольких групповых, или коллективных, правах народа, а также штатов, например: «когда любая форма правления становится разрушительной по отношению к этим целям, народ вправе изменить или упразднить ее» и право штатов: «… как свободные и независимые государства, они имеют полную власть объявлять войну, заключать мир, вступать в aльянсы, устанавливать торговлю и делать все другие действия и дела, которые могут по праву делать независимые государства.»

## Дальнейшее чтение
- Barzilai, Gad (2003), Communities and Law: Politics and Cultures of Legal Identities. The University of Michigan Press, 2003. Second print 2005. ISBN 0-47211315-1.
- Mack, Eric (2008). Individual Rights. In Hamowy, Ronald (ed.). The Encyclopedia of Libertarianism. Thousand Oaks, California: SAGE Publications, Cato Institute. pp. 245–247. doi:10.4135/9781412965811.n150. ISBN 978-1-4129-6580-4. LCCN 2008009151. OCLC 750831024.